# Stjepan Hranjec
Stjepan Hranjec (Goričan, 1946.), književni povjesničar i folklorist, sveučilišni profesor.

## Životopis
Rođen je 18. kolovoza 1946. u Goričanu, Međimurska županija. Nakon osnovne škole upisao je Gimnaziju u Čakovcu, a na Filozofskom fakultetu Sveučilišta u Zagrebu diplomirao je 1971. VIII. dvopredmetnu grupu – jugoslavenske književnosti i komparativnu književnost. Stupanj magistra znanosti postigao je 1978. na Filozofskom fakultetu u Zagrebu temom „Usmeni narodni teatar na tlu Međimurja“. Na istom Fakultetu postigao je 1986. znanstveni stupanj doktora znanosti iz područja humanističkih znanosti, obranivši disertaciju „Književno djelo Jože Horvata“. Godine 1991. izabran je u znanstveno-nastavno zvanje docenta za dječju književnost i usmenu književnost na Pedagoškom fakultetu (sada Filozofski fakultet) u Osijeku, 1995. za docenta za dječju književnost na čakovečkom Odsjeku pedagogijskih znanosti Filozofskog fakulteta u Zagrebu. Godine 2000. izabran je u znanstveno-nastavno zvanje izvanrednog profesora, 2005. u znanstveno-nastavno zvanje redovitoga profesora a 2011. u trajno znanstveno-nastavno zvanje. Godine 2016. Senat Sveučilišta u Zagrebu izabrao ga je u počasno zvanje professor emeritus.    
Još kao apsolvent zaposlio se 1970. na Tehničkoj i industrijskoj školi u Čakovcu a iduće školske godine na Ekonomskoj školi u Čakovcu. Određeno vrijeme radio je izvan školstva: godine 1980. zaposlio se u Građevnom kombinatu „Međimurje“ na poslovima voditelja za obrazovanje i kulturu, a 1982. izabran je za prvog direktora tada novootvorenog Centra za kulturu Čakovec. Godine 1986. zaposlio se na čakovečkom Odsjeku zagrebačkoga Filozofskog fakulteta na poslovima bibliotekara, 1991. izabran je u zvanje docenta na Pedagoškom (Filozofskom) fakultetu u Osijeku i otad radi kao sveučilišni nastavnik na čakovečkom odsjeku Učiteljskog fakulteta u Zagrebu, do umirovljenja 2012. godine.
Godine 2000. i 2008. izabran je za suradnika-izvoditelja na poslijediplomskom studiju kroatistike na Filozofskom fakultetu u Zagrebu.     
Živi i radi u Čakovcu.  

## Djela

### Knjige iz dječje književnosti
- Književno djelo Jože Horvata (1998.)
- Zrno do zrna (članci, rasprave, ogledi, 1994.)
- Hrvatska kajkavska dječja književnost (1995.)
- Hrvatski dječji roman (1998.)
- Smijeh hrvatske dječje književnosti (2000.)
- Kršćanska izvorišta dječje književnosti (2003.)
- Dječji hrvatski klasici (2004.)
- Pregled hrvatske dječje književnosti (sveučilišni udžbenik, 2006.)
- Ogledi o dječjoj književnosti (2009.)
- Hrvatska kajkavska dječja književnost (2022.)

### Knjige iz (zavičajne) folkloristike
- Međimursko narodno stvaralaštvo (1977.)
- Usmena narodna književnost na tlu Međimurja (knj.1-1980, suautor Ivo Zvonar, knj.2. – 1987., suautori I. Zvonar i Andrija Strbad)
- Zipka vu horvatskom cvetnjaku, narodna kultura Hrvata u Međimurju (1991., 2.izdanje 1997.)
- Međimurski narodni običaji (2011.)
- Cvetnjak međimorskih popevki, mala antologija usmene narodne popijevke iz Međimurja (2016.)
- Međimurska narodna, katolička običajna baština (2018.)
- Pušlek međimurskih popijevki(2021.)
- Antologija međimurske popijevke (2024.)

### Ostala djela
- Goričan, povijest i sadašnjica mjesta (1988.)
- Međimurje u Domovinskom ratu (ur., 1992.)
- Goričan, monografija (2014.)

## Djelatnost u školstvu i kulturi
Pokretač je projekta istraživanja kajkavske književnosti, a rezultati su predstavljeni na stručno-znanstvenim skupovima „Kajkavski jezik i književnost u nastavi“ te objavljivani u zbornicima  (1996. – 2000.), čiji je bio urednik. Isto tako pokretač je projekta „Dječja književnost u odgoju u obrazovanju“, a rezultati su objavljivani u godišnjacima „Učitelj“ (200. – 2007.), čiji je bio pokretač i urednik. Bio je predsjednik Književne udruge „Reči rieč“ koja je objavila zbornike radova članova od 1997. do 2008. U Građevnom kombinatu osnovao je KUD „Građevinar“. Od 2009. do 2015. obnašao je dužnost predsjednika Ogranka Matice hrvatske u Čakovcu. Član je Društva hrvatskih književnika, Hrvatskog filološkog društva, Matice hrvatske i član uredništva časopisa „Život i škola“. Višegodišnji je predsjednik Povjerenstva za dodjelu književne nagrade „Mato Lovrak“, „Međimurske popevke“, Smotre običaja u Kotoribi i Smotre narodne nošnje u Žiškovcu. 

## Nagrade i priznanja
Odlikovan je Redom Danice hrvatske s likom Antuna Radića za postignuća u oblasti prosvjete (1997.) i odličjem Republike Mađarske (1997.) za njegovanje jezika, kulture i razvijanje međudržavnih i međunarodnih odnosa. Kao djelatni sudionik Domovinskoga rata, dijelom i kao dragovoljac, nositelj je Spomenice Domovinskog rata 1990. – 1992.
Dobitnik je nagrada za životno djelo Međimurske županije (2012.) i Grada Čakovca (2017.).